# Carmen Vela
Carmen Vela Olmo (Sigüenza (Guadalajara), 25 de marzo de 1955) es bioquímica, empresaria e investigadora española. Desde 2012 hasta junio de 2018 fue Secretaria de Estado de Investigación, Desarrollo e Innovación en el gobierno español presidido por Mariano Rajoy.

## Biografía
Es licenciada en Ciencias Químicas por la Facultad de Ciencias Químicas de la Universidad Complutense de Madrid y especializada en Bioquímica. Pasa cinco años en el Departamento de Inmunología de la Fundación Jiménez Díaz, donde investiga la alergia.
En 1982 se incorpora en Ingenasa (Inmunología y Genética Aplicada), una empresa de biotecnología aplicada a la sanidad animal y alimentaria recién creada por el Instituto Nacional de Industria. Tras la contratación, se traslada al Centro de Biología Molecular Severo Ochoa, en la Universidad Autónoma de Madrid. Allí trabaja en el proyecto CBM/Ingenasa, dirigido por el Dr. Eladio Viñuela, dedicado al desarrollo de vacunas y sistemas de diagnóstico para el virus de la peste porcina africana, problema grave en España en ese momento. En 1988, Ingenasa es privatizada y comprada por Ercros. Tras la quiebra de Ercros, Vela y otros dos socios reflotan la compañía y la mantienen en activo hasta 2012. Desde 1994, Vela es la directora general de Ingenasa.
Carmen Vela es autora de numerosas publicaciones científicas y patentes aprobadas en Estados Unidos y Europa. Forma parte de comités de evaluación en programas y organizaciones nacionales y europeas, como el Advisory Board del programa PEOPLE del VII Programa Marco de Investigación y Desarrollo de la Unión Europea, el Consejo Rector del CSIC o el Consejo Asesor para la Ciencia y la Tecnología de los ministerios de Ciencia y Tecnología, Educación y Ciencia y Ciencia e Innovación. Hasta octubre de 2010 es presidenta de la Asociación de Mujeres Investigadoras y Tecnólogas (AMIT). Desde septiembre de 2010 hasta enero de 2012 es presidenta de la Sociedad Española de Biotecnología (SEBIOT).
De enero 2012 a junio de 2018 fue Secretaria de Estado de Investigación, Desarrollo e Innovación, con Mariano Rajoy como presidente del gobierno y Luis de Guindos como ministro de Economía y Competitividad. Recibió críticas por este cargo: dado que se le consideró de carácter progresista (fue miembro de la Plataforma de Apoyo a Zapatero), con un perfil muy político y no es doctora. La siguiente afirmación en la que se refería a las ayudas para los investigadores que concede la Secretaría de Estado realizada en un artículo de la revista Nature también levanta polémica:

Tenemos que cambiar el número de investigadores, manteniendo y mejorando la calidad de los contratos mientras reducimos la cantidad. Tenemos que hacer esto de todos los modos: el sistema español de I+D no es suficientemente grande como para justificar el pago de tantos investigadores como lo hace actualmente.

Está casada y tiene dos hijos.